# Cnemidocarpa clara
Cnemidocarpa clara (лат.) — вид морских оболочников из семейства Styelidae класса асцидий (Ascidiacea).
Длина тела до 23, ширина до 18, высота до 7 мм. Оно удлиненное, в районе сифонов суженное, немного сплющенное сверху вниз. Поверхность тела обычно чистая, молочно-белого, оранжевого или красного цвета, часто с мелкими белыми крапинками, иногда морщинистая и грубая. Асцидия лежит на боку, поэтому направление оси сифонов обычно параллельное дну. Ротовой сифон направлен прямо вперед, а клоакальный находится выше него или сдвинут на спинную сторону и направлен под углом к телу. Отдельные особи живут рядом друг с другом и могут срастаться подошвами.
Встречается на глубине от 0,5 до 12 м на илистых и песчано-илистых грунтах, прикрепляются к раковинам моллюсков и камням. Обитает в восточной части Тихого океана, от Залива Петра Великого до Японии. Охранный статус вида не оценивался, он безвреден для человека, не является объектом промысла.